# Шубункин

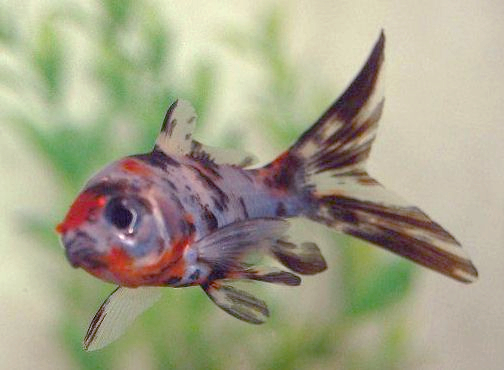
Шубункин

Шубу́нкин, правильнее сюбункин (яп. 朱文金, красная парча) или «калико» — одна из искусственно культивированных декоративных пород аквариумной «золотой рыбки» (лат. Carassius gibelio forma auratus (Bloch, 1782), отличающаяся прозрачной чешуёй и пёстрым окрасом.

## Этимология
Русское устойчивое наименование этой золотой рыбки происходит от западного варианта произношения, откуда порода шубункин попала в Россию.

## История происхождения
Официально селекционная форма золотой рыбки «шубункин» (один из вариантов породы) выведена японцами около 1900 г. В Европу рыбка попала довольно поздно, только после Первой мировой войны, хотя в Америке рыба была известна раньше.
Данная порода стала популярна в Англии, и в начале 1920-х годов была выведена новая её разновидность под названием Лондонского шубункина, а в 1934-м Бристольское Аквариумное общество вывело породу под названием Бристольский шубункин и опубликовало стандарт на эту породу — вытянутая рыба с хорошо развитым хвостовым плавником.

## Описание

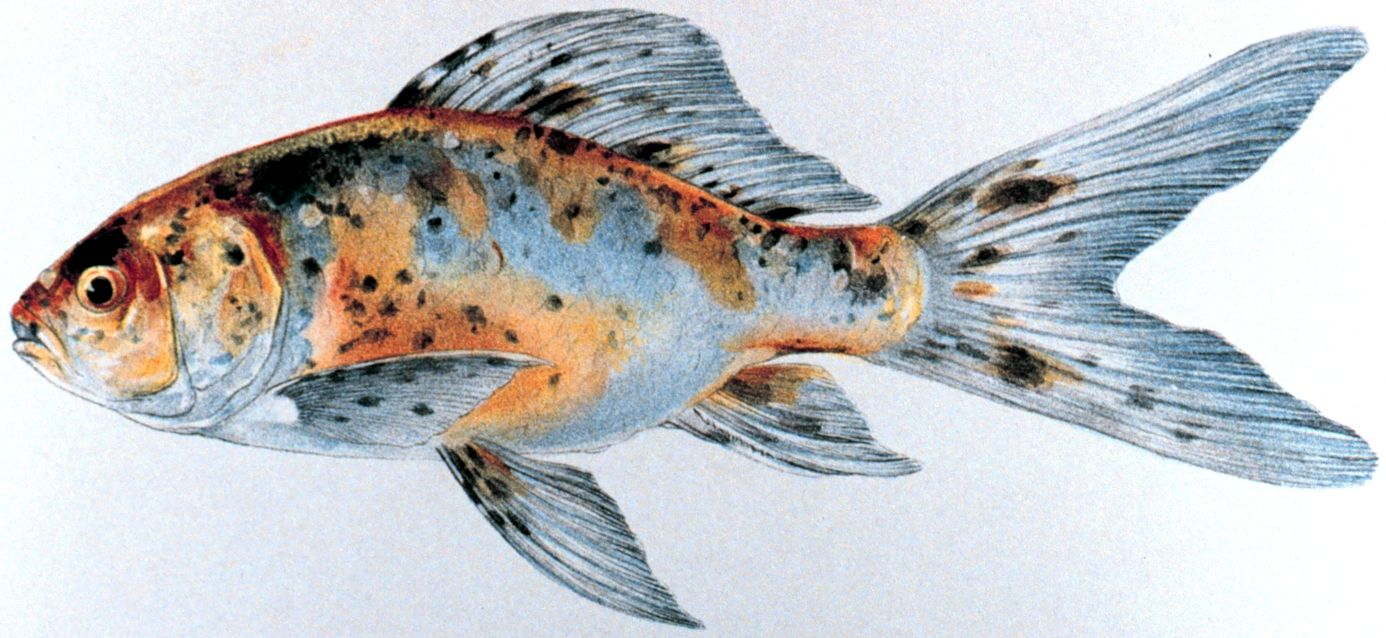
Иллюстрация золотой рыбки — шубункин

Длина рыбки достигает 16 см. От обычной золотой рыбки, которую напоминает формой тела и плавников, отличается прозрачными чешуйками, отчего её ещё называют «бесчешуйчатая золотая рыбка», и очень пестрой разнообразной окраской. Такая окраска бесчешуйчатых рыбок дала повод назвать её «ситцевой». Наиболее редкими являются рыбки, у которых по голубоватому фону разбросаны тёмно-красные, коричневые, жёлтые и чёрные пятнышки. Рыбы устойчиво передают признаки своему потомству.

### Вариации
- Американский шубункин
- Лондонский шубункин
- Бристольский шубункин[1][2]